# Рот Фронт-2
Рот Фронт-2 (РФ-2) – экспериментальный одноместный планёр конструкции О. К. Антонова. Построен в 1933 году. Предполагалось исследовать влияние элементов конструкции на характеристики планёра в полёте. Для этого в том же году изготовили ещё три планёра (Рот Фронт-1, Рот Фронт-3, Рот Фронт-4), имеющие отличия. Например, «Рот Фронт-1», «Рот Фронт-2» и «Рот Фронт-3» имели одинаковый профиль и размах и отличались площадью и удлинением крыла. «РФ-2» отличался рулями высоты увеличенной площади.

## Конструкция
Конструктивно «Рот Фронт-2» представлял собой высокоплан со свободнонесущим крылом.
- Крыло – состоящее из двух половин имело коробчатый лонжерон и добавочный косой лонжерон у корня. Имелись щелевые элероны и закрылки по всему размаху. Для управлением закрылками имелся специальный рычаг.
- Фюзеляж – имел форму гондолы яйцевидного сечения, переходившую под крылом в свободнонесущую балку с килем на конце, расчаленную к крылу четырьмя тросами.